# Gian Berto Vanni
Gian Berto Vanni (Roma, 30 giugno 1927 – Citera, 8 settembre 2017) è stato un pittore italiano.
Ha studiato con Alberto Bragaglia, Friedrich Vordemberge-Gildewart e Josef Albers. Ha vissuto e lavorato a Roma, Parigi, New York e Citera.

## Biografia
Vanni ha la sua prima mostra personale nel 1948, alla Galleria Margherita di Roma. Nel 1949 vince una borsa di studio che lo porterà a studiare ad Amsterdam sotto la guida del pittore neoplastico Friedrich Vordemberge-Gildewart. Nel 1952 vince una Fulbright Scholarship che lo porterà a studiare in America, alla Yale University, sotto la guida di Josef Albers. 
Dal 1953 al 1960 si stabilisce a Parigi, dove illustra alcuni libri per bambini che in seguito vinceranno il premio del Club des Editeurs. Nel 1954 lavora come consulente del colore per il documentario su Picasso di Luciano Emmer, e nel 1955 comincia la sua lunga collaborazione con la Galleria Schneider, affiancando artisti come Corrado Cagli. Dal 1969 al 1974 lavora su dei bassorilievi in vetro resina sui quali vengono proiettati dei film astratti da lui creati, per creare dei quadri che si trasformino continuamente nel tempo. 
Nel 1979 lascia Roma per stabilirsi a New York, dove alla carriera di pittore affiancherà quella di professore per la prestigiosa Cooper Union School of Art, dove insegnerà ininterrottamente dal 1984 al 2014. 

## L'opera
L'opera pittorica di Vanni è segnata da una visione estremamente personale, lontana dalle correnti e dai movimenti che hanno caratterizzato la seconda metà del XX secolo. Memore delle lunghe conversazioni avute da Vanni nella sua primissima gioventù, con il filosofo e pittore futurista Alberto Bragaglia, le sue opere sono contrassegnate da un “eclettismo” formale programmatico, alla base del quale resta costante una conoscenza profonda delle molteplici tecniche artistiche utilizzate (tra cui il mosaico, l’affresco e la tempera ad uovo). Pur esprimendosi per lo più in cicli di opere dove l’astrazione formale è la principale componente figurativa, sono da sottolineare alcune opere dove Vanni ha dato prova di una importante padronanza dell’arte figurativa. Importanti e numerose sono le sue realizzazioni anche nel campo dell’illustrazione. Sue sono le illustrazioni per la novella Agostino di Alberto Moravia, per il libro Love di Lowell A. Siff e delle Contes de Cristal di Alice Coléno.
Ha tenuto mostre personali in Italia e all’estero ed esposto in mostre collettive di rappresentanza italiana nei musei e nelle gallerie di ogni parte del mondo. Tra il 2021 e il 2022, a New York, si è tenuta un'importante mostra antologica dedicata al suo lavoro con una selezione di oltre 50 opere.